# Saint-Amand-Longpré
Saint-Amand-Longpré és un municipi francès, situat al departament del Loir i Cher i a la regió de Centre – Vall del Loira. L'any 2007 tenia 1.161 habitants.

## Demografia

### Població
El 2007 la població de fet de Saint-Amand-Longpré era de 1.161 persones. Hi havia 452 famílies, de les quals 124 eren unipersonals (60 homes vivint sols i 64 dones vivint soles), 176 parelles sense fills, 140 parelles amb fills i 12 famílies monoparentals amb fills.
La població ha evolucionat segons el següent gràfic:
Habitants censats

### Habitatges
El 2007 hi havia 504 habitatges, 460 eren l'habitatge principal de la família, 21 eren segones residències i 23 estaven desocupats. 464 eren cases i 37 eren apartaments. Dels 460 habitatges principals, 322 estaven ocupats pels seus propietaris, 125 estaven llogats i ocupats pels llogaters i 13 estaven cedits a títol gratuït; 4 tenien una cambra, 28 en tenien dues, 87 en tenien tres, 143 en tenien quatre i 198 en tenien cinc o més. 363 habitatges disposaven pel capbaix d'una plaça de pàrquing. A 227 habitatges hi havia un automòbil i a 189 n'hi havia dos o més.

### Piràmide de població
La piràmide de població per edats i sexe el 2009 era:
| Homes | Edats   | Dones |
| ----- | ------- | ----- |
| 8     | 95 o +  | 20    |
| 12    | 90 a 94 | 8     |
| 24    | 85 a 89 | 48    |
| 28    | 80 a 84 | 12    |
| 12    | 75 a 79 | 36    |
| 32    | 70 a 74 | 32    |
| 8     | 65 a 69 | 28    |
| 24    | 60 a 64 | 20    |
| 32    | 55 a 59 | 20    |
| 20    | 50 a 54 | 44    |
| 40    | 45 a 49 | 24    |
| 28    | 40 a 44 | 16    |
| 28    | 35 a 39 | 24    |
| 44    | 30 a 34 | 56    |
| 32    | 25 a 29 | 28    |
| 12    | 20 a 24 | 12    |
| 16    | 15 a 19 | 20    |
| 24    | 10 a 14 | 28    |
| 44    | 5 a 9   | 36    |
| 28    | 0 a 4   | 36    |

## Economia
El 2007 la població en edat de treballar era de 652 persones, 518 eren actives i 134 eren inactives. De les 518 persones actives 484 estaven ocupades (256 homes i 228 dones) i 34 estaven aturades (14 homes i 20 dones). De les 134 persones inactives 63 estaven jubilades, 43 estaven estudiant i 28 estaven classificades com a «altres inactius».

### Ingressos
El 2009 a Saint-Amand-Longpré hi havia 482 unitats fiscals que integraven 1.177,5 persones, la mediana anual d'ingressos fiscals per persona era de 17.613 €.

### Activitats econòmiques
Dels 62 establiments que hi havia el 2007, 1 era d'una empresa extractiva, 1 d'una empresa alimentària, 1 d'una empresa de fabricació d'elements pel transport, 3 d'empreses de fabricació d'altres productes industrials, 10 d'empreses de construcció, 15 d'empreses de comerç i reparació d'automòbils, 3 d'empreses de transport, 1 d'una empresa d'hostatgeria i restauració, 1 d'una empresa d'informació i comunicació, 4 d'empreses financeres, 2 d'empreses immobiliàries, 8 d'empreses de serveis, 9 d'entitats de l'administració pública i 3 d'empreses classificades com a «altres activitats de serveis».
Dels 20 establiments de servei als particulars que hi havia el 2009, 1 era una oficina d'administració d'Hisenda pública, 1 gendarmeria, 1 oficina de correu, 1 una oficina bancària, 1 funerària, 5 tallers de reparació d'automòbils i de material agrícola, 2 paletes, 2 fusteries, 1 lampisteria, 3 electricistes, 1 perruqueria i 1 restaurant.
Dels 4 establiments comercials que hi havia el 2009, 2 eren botiges de menys de 120 m², 1 una botiga de menys de 120 m² i 1 una fleca.
L'any 2000 a Saint-Amand-Longpré hi havia 23 explotacions agrícoles que ocupaven un total de 2.006 hectàrees.

## Equipaments sanitaris i escolars
El 2009 hi havia 1 farmàcia i 1 ambulància.
El 2009 hi havia 1 escola maternal i 1 escola elemental. Saint-Amand-Longpré disposava d'un col·legi d'educació secundària amb 233 alumnes.

## Poblacions més properes
El següent diagrama mostra les poblacions més properes.